# Puya lilloi
Puya lilloi är en gräsväxtart som beskrevs av Alberto Castellanos. Puya lilloi ingår i släktet Puya och familjen Bromeliaceae. Inga underarter finns listade i Catalogue of Life.